# Parasola besseyi
Parasola besseyi är en svampart som först beskrevs av A.H. Sm., och fick sitt nu gällande namn av Redhead, Vilgalys & Hopple 2001. Parasola besseyi ingår i släktet Parasola och familjen Psathyrellaceae.   Inga underarter finns listade i Catalogue of Life.